# Silvestre de la Zona 656
Silvestre de la Zona es el nombre de una variedad cultivar de manzano (Malus domestica). Esta manzana está cultivada en la colección de germoplasma de manzanas del CSIC. Así mismo está cultivada en diversos viveros entre ellos algunos dedicados a conservación de árboles frutales en peligro de desaparición. Esta manzana es originaria de Cantabria, donde tuvo su mejor época de cultivo comercial antes de la década de 1960, y actualmente en menor medida aún se encuentra.

## Sinónimos
- "Manzana Silvestre de la Zona",[6][8]
- "Silvestre de la Zona 656".[9]

## Historia
Cantabria presenta unas condiciones de clima y de suelos excelentes para el cultivo del manzano. De hecho, hasta mediados del siglo XX Cantabria tenía una gran variedad de manzanas tradicionales que surtían la demanda de manzanas de mesa en la zona. A partir de la década de 1960 estas fueron decayendo paulatinamente en su comercialización, en detrimento de variedades selectas extranjeras que dominan el mercado actual. Hay varias manzanas tradicionales que se están intentando recuperar por el CIFA, en Muriedas (Centro de Investigación y Formación Agraria de Cantabria).
'Silvestre de la Zona' está considerada incluida en las variedades locales autóctonas muy antiguas, cuyo cultivo se centraba en comarcas muy definidas. Se caracterizaban por su buena adaptación a sus ecosistemas y podrían tener interés genético en virtud de su adaptación. Se encontraban diseminadas por todas las regiones fruteras españolas, aunque eran especialmente frecuentes en la España húmeda. Estas se podían clasificar en dos subgrupos: de mesa y de sidra (aunque algunas tenían aptitud mixta).
'Silvestre de la Zona' es una variedad mixta, clasificada como de mesa, también se utiliza en la elaboración de sidra; difundido su cultivo en el pasado por los viveros comerciales y cuyo cultivo en la actualidad se ha reducido a huertos familiares y jardines privados.

## Características
El manzano de la variedad 'Silvestre de la Zona' tiene un vigor alto; florece a inicios de mayo; tubo del cáliz ancho, triangular, y con los estambres situados por encima de su mitad.
La variedad de manzana 'Silvestre de la Zona' tiene un fruto de tamaño medio; forma tronco-cónica, más voluminosa en la zona inferior, y con contorno irregular; piel fuerte; con color de fondo verdoso, sobre color rosado, intensidad de sobre color bajo, reparto del sobre color en chapa, presenta chapa suavemente rosada en la insolación, acusa punteado abundante, ruginoso, y los que bordean la zona apical de color blanquecino, y una sensibilidad al "russeting" (pardeamiento áspero superficial que presentan algunas variedades) débil; pedúnculo partido, anchura de la cavidad peduncular es poco ancha, profundidad de la cavidad pedúncular poco profunda, con suave chapa ruginosa en el fondo, borde suavemente irregular, y con importancia del "russeting" en cavidad peduncular medio; anchura de la cavidad calicina relativamente ancha, profundidad de la cav. calicina profunda, con cubeta bien delimitada y fruncida en el fondo, a la vez que con suave chapa ruginosa de verde agrisado, y con importancia del "russeting" en cavidad calicina débil; ojo de tamaño grande, cerrado; sépalos triangulares, de color verde, compactos en su base y de puntas agudas.
Carne de color verde-crema; textura crujiente, jugosa; sabor algo astringente; corazón acordado irregular; eje ancho y abierto; celdas anchas y cóncavas, rayadas y pobladas de lanosidad; semillas cortas.
La manzana 'Silvestre de la Zona' tiene una época de maduración y recolección mediana en el otoño, se recolecta desde finales de agosto hasta finales de septiembre. Tiene uso mixto pues se usa como manzana de mesa fresca, y también como manzana para elaboración de sidra.